# Eulalia kosswigi
Eulalia kosswigi är en ringmaskart som beskrevs av Scott LaGreca 1949. Eulalia kosswigi ingår i släktet Eulalia och familjen Phyllodocidae. Inga underarter finns listade i Catalogue of Life.